# Derrick Williams
Derrick LeRon Williams (La Mirada, 25 maggio 1991) è un cestista statunitense, che gioca come ala.

## Carriera

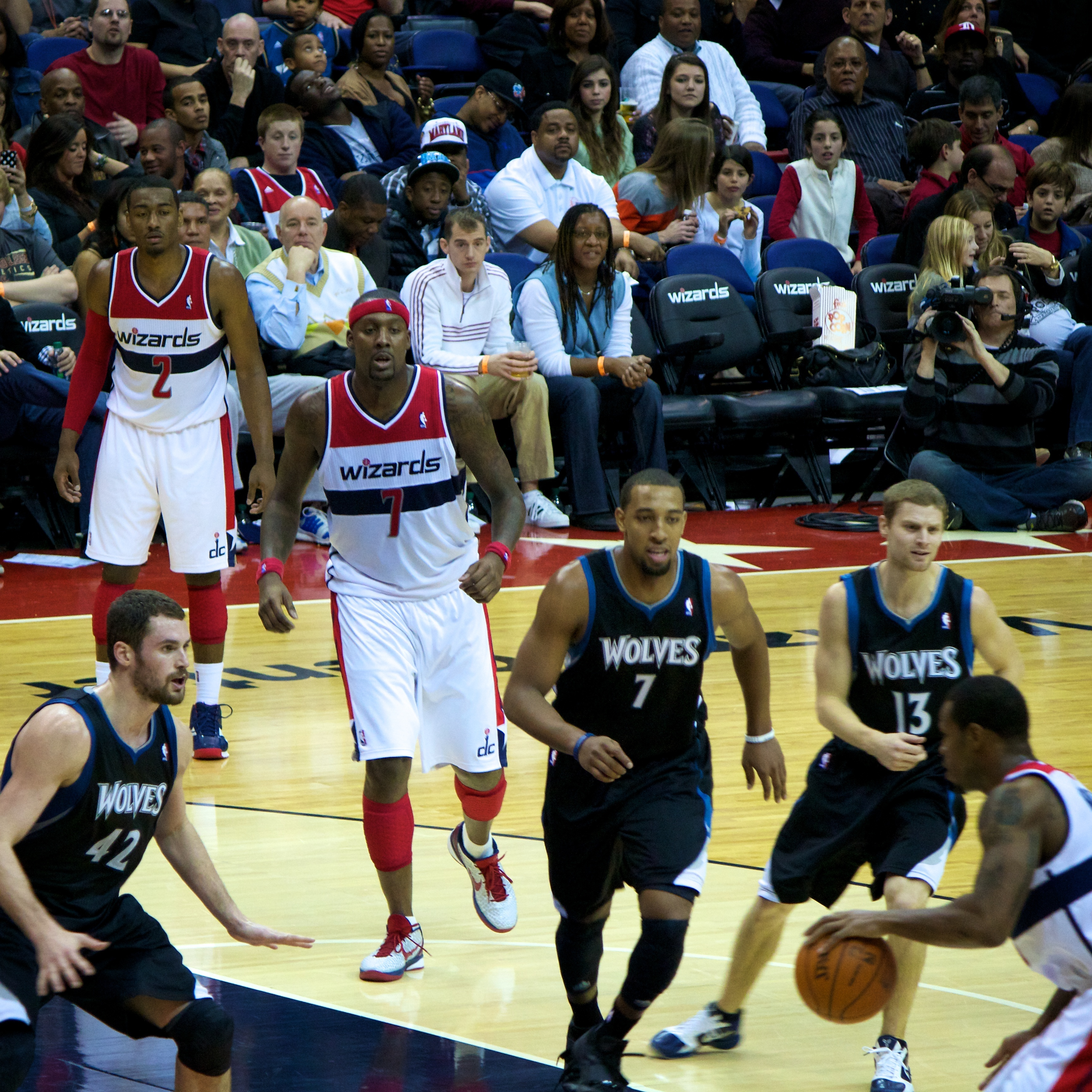
Williams (n. 7) con la maglia dei Timberwolves nel 2012.

### NBA (2011-2017)

#### Minnesota Timberwolves (2011-2013)
Il 13 aprile Derrick Williams annunciò che avrebbe preso parte al Draft NBA 2011. Viene scelto dai Minnesota Timberwolves al primo giro come seconda scelta assoluta il 23 giugno 2011, dopo due ottime stagioni disputate negli Arizona Wildcats. Durante il lockout 2011 approfittò della pausa per tornare all'Università dell'Arizona, terminare gli studi e conseguire la laurea. Successivamente firma un accordo di endorsement con Under Armour.
Nell'estate 2011, inoltre, ha preso parte assieme con numerosi altri giocatori NBA a un'esibizione benefica nelle Filippine.
Nel 2011 fa il suo debutto nella NBA con la casacca dei Minnesota Timberwolves e viene selezionato nel NBA All-Rookie Team per la stagione 2011-12 assieme al compagno di squadra Ricky Rubio. Con i Timberwolves disputa 66 partite e raggiunse la sua miglior prestazione in termini di punti (con i lupi) il 28 febbraio 2012 contro i Los Angeles Clippers realizzandone 27.

#### Sacramento Kings (2013-2015)
Nel novembre 2013 viene ceduto ai Sacramento Kings in cambio di Luc Mbah a Moute. Esordisce con la squadra californiana il 28 novembre, in una sconfitta interna per 104-98 dopo un supplementare contro i Los Angeles Clippers, mettendo a referto 12 punti, 6 rimbalzi e 4 assist in 32 minuti. Il 16 aprile 2015 segna 22 punti nella vittoria per 122-99 in trasferta contro i Los Angeles Lakers.

### New York Knicks (2015-2016)
Il 10 luglio 2015 si trasferisce ai New York Knicks con un contratto biennale con opzione, a favore del giocatore, per il secondo. Il suo ruolo nei Knicks è quello di riserva di Carmelo Anthony. Alla fine della stagione 2015-2016, in cui egli disputa 80 partite (di cui 9 da titolare), Williams decide di non esercitare l'opzione da $5 milioni di dollari presente nel suo contratto e diventa free-agent.

### Miami Heat (2016-2017)
Dopo non aver rifirmato con i Knicks, l'11 luglio 2016 firma con i Miami Heat un contratto annuale con cui guadagnerà $4,598 milioni di dollari. Tuttavia agli Heat Williams delude, venendo tagliato il 6 febbraio 2017.

#### Cleveland Cavaliers (2017)
Il 9 febbraio 2017 firma un contratto di 10 giorni con i Cleveland Cavaliers. Debutta con i Cavs il giorno successivo nella gara persa 118-109 in trasferta contro gli Oklahoma City Thunder in cui egli segna 12 punti in 21 minuti. Gli viene prolungato successivamente il proprio contratto per altri 10 giorni, per poi rinnovare il 4 marzo fino alla fine della stagione.

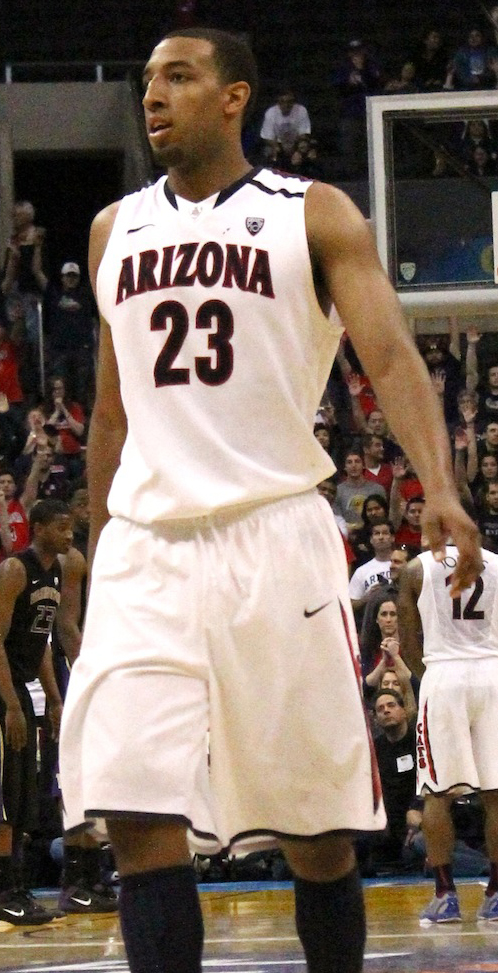
Williams con la maglia degli Arizona Wildcats nel 2011.

A fine stagione arriva in finale NBA con la franchigia dell'Ohio, la quale però perse per 4-1 contro i Golden State Warriors.

### I mesi in Cina (2017-2018)
Il 28 dicembre 2017, dopo non essere riuscito a trovare una squadra in NBA, firma in Cina con il Tianjin Ronggang. In Cina vi rimase fino a febbraio 2018, e in 15 partite tiene 20 punti di media.

### Parentesi ai Los Angeles Lakers (2018)
Il 10 marzo 2018 firma un contratto di 10 giorni con i Los Angeles Lakers. Dopo aver giocato 2 partite, al termine dei 10 giorni, il contratto non viene prolungato.

### Bayern Monaco (2018-presente)
Il 28 settembre 2018, il giocatore stesso annuncia di aver firmato con il Bayern Monaco, tramite il suo account Instagram. Il 3 ottobre 2018, anche il club bavarese annuncia la firma del contratto da parte di Williams, contratto valido fino alla fine della stagione.

## Statistiche

### College
| Anno      | Squadra          | PG | PT | MP   | TC%  | 3P%  | TL%  | RP  | AP  | PRP | SP  | PP   |
| --------- | ---------------- | -- | -- | ---- | ---- | ---- | ---- | --- | --- | --- | --- | ---- |
| 2009-2010 | Arizona Wildcats | 31 | 30 | 28,2 | 57,4 | 25,0 | 68,1 | 7,1 | 0,7 | 0,6 | 0,6 | 15,7 |
| 2010-2011 | Arizona Wildcats | 38 | 38 | 30,0 | 59,5 | 56,8 | 74,6 | 8,3 | 1,1 | 1,0 | 0,7 | 19,5 |
| Carriera  | Carriera         | 69 | 68 | 29,2 | 58,6 | 51,1 | 71,9 | 7,7 | 0,9 | 0,8 | 0,7 | 17,8 |

### NBA

#### Regular Season
| Anno      | Squadra             | PG  | PT  | MP   | TC%  | 3P%  | TL%  | RP  | AP  | PRP | SP  | PP   |
| --------- | ------------------- | --- | --- | ---- | ---- | ---- | ---- | --- | --- | --- | --- | ---- |
| 2011-2012 | Minnesota T'wolves  | 66  | 15  | 21,5 | 41,2 | 26,8 | 69,7 | 4,7 | 0,6 | 0,5 | 0,5 | 8,8  |
| 2012-2013 | Minnesota T'wolves  | 78  | 56  | 24,6 | 43,0 | 33,2 | 70,6 | 5,5 | 0,6 | 0,6 | 0,5 | 12,0 |
| 2013-2014 | Minnesota T'wolves  | 11  | 0   | 14,7 | 35,2 | 13,3 | 87,5 | 2,4 | 0,1 | 0,4 | 0,4 | 4,9  |
| 2013-2014 | Sacramento Kings    | 67  | 15  | 24,7 | 43,7 | 28,6 | 70,8 | 4,4 | 0,8 | 0,7 | 0,2 | 8,5  |
| 2014-2015 | Sacramento Kings    | 74  | 6   | 19,8 | 44,7 | 31,4 | 68,4 | 2,7 | 0,7 | 0,5 | 0,1 | 8,3  |
| 2015-2016 | N.Y. Knicks         | 80  | 9   | 17,9 | 45,0 | 29,3 | 75,8 | 3,7 | 0,9 | 0,4 | 0,1 | 9,3  |
| 2016-2017 | Miami Heat          | 25  | 11  | 15,1 | 39,4 | 20,0 | 62,0 | 2,9 | 0,6 | 0,4 | 0,2 | 5,9  |
| 2016-2017 | Cleveland Cavaliers | 25  | 0   | 17,1 | 50,5 | 40,4 | 69,2 | 2,3 | 0,6 | 0,2 | 0,1 | 6,2  |
| 2017-2018 | L.A. Lakers         | 2   | 0   | 4,5  | 25,0 | 0,0  | -    | 0,5 | 0,0 | 0,0 | 0,0 | 1,0  |
| Carriera  | Carriera            | 428 | 112 | 20,7 | 43,4 | 30,0 | 71,0 | 4,0 | 0,7 | 0,5 | 0,3 | 8,9  |

#### Playoffs
| Anno     | Squadra             | PG | PT | MP  | TC%  | 3P%  | TL% | RP  | AP  | PRP | SP  | PP  |
| -------- | ------------------- | -- | -- | --- | ---- | ---- | --- | --- | --- | --- | --- | --- |
| 2017     | Cleveland Cavaliers | 8  | 0  | 4,8 | 53,3 | 60,0 | 100 | 0,4 | 0,5 | 0,0 | 0,1 | 2,6 |
| Carriera | Carriera            | 8  | 0  | 4,8 | 53,3 | 60,0 | 100 | 0,4 | 0,5 | 0,0 | 0,1 | 2,6 |

### Massimi in carriera
Statistiche aggiornate al 14 novembre 2016
- Massimo di punti: 31, due volte[23][24]
- Massimo di rimbalzi: 16 vs Utah Jazz (13 febbraio 2013)
- Massimo di assist: 4, cinque volte
- Massimo di palle rubate: 5 vs Dallas Mavericks (9 dicembre 2013)
- Massimo di stoppate: 4 vs Golden State Warriors (16 novembre 2012)

### Eurolega
| Anno      | Squadra          | PG  | PT  | MP   | TC%  | 3P%  | TL%  | RP  | AP  | PRP | SP  | PP   |
| --------- | ---------------- | --- | --- | ---- | ---- | ---- | ---- | --- | --- | --- | --- | ---- |
| 2018-2019 | Bayern Monaco    | 29  | 2   | 26,0 | 46,0 | 33,3 | 78,4 | 4,2 | 0,6 | 0,6 | 0,5 | 13,4 |
| 2019-2020 | Fenerbahçe       | 28  | 20  | 26,1 | 48,7 | 37,3 | 66,7 | 3,9 | 1,2 | 1,1 | 0,3 | 11,3 |
| 2020-2021 | Valencia         | 34  | 19  | 20,2 | 54,4 | 32,4 | 73,5 | 3,1 | 1,1 | 0,7 | 0,1 | 9,0  |
| 2021-2022 | Maccabi Tel Aviv | 35  | 31  | 24,6 | 43,6 | 37,8 | 71,1 | 3,1 | 0,9 | 0,9 | 0,1 | 9,4  |
| 2022-2023 | Panathīnaïkos    | 34  | 32  | 29,3 | 47,7 | 38,0 | 71,9 | 3,9 | 1,2 | 0,8 | 0,1 | 12,4 |
| Carriera  | Carriera         | 160 | 104 | 25,2 | 47,8 | 36,2 | 73,0 | 3,6 | 1,0 | 0,8 | 0,2 | 11,0 |

## Palmarès

### Squadra
- Campionato tedesco: 1

Bayern Monaco: 2018-19
- Coppa di Turchia: 1

Fenerbahçe: 2020
- Coppa di Lega israeliana: 1

Maccabi Tel Aviv: 2021

### Individuale
- NCAA AP All-America Second Team (2011)
- NBA All-Rookie Second Team (2012)